# Contea di Lawrence (Mississippi)
La contea di Lawrence ( in inglese Lawrence County ) è una contea dello Stato del Mississippi, negli Stati Uniti. La popolazione al censimento del 2000 era di 13 258 abitanti. Il capoluogo di contea è Monticello.